# 에스타디오 무니시팔 데 엘알토
에스타디오 무니시팔 데 엘알토(스페인어: Estadio Municipal de El Alto)는 볼리비아 엘알토에 위치한 경기장으로 수용 인원은 22,000명이다. 현재로서는 세계에서 가장 고지대의 축구 경기장이다.
볼리비아 축구 국가대표팀의 또다른 홈 구장으로 사용되고 있다. 해발 4,100m에 달하는 고지대에 위치하고 있어서 에스타디오 에르난도 실레스보다 훨씬 높다.
본디 2013년에 착공해서 2017년에 완공했으나 너무 허름해서 축구 경기를 거의 하지 않던 경기장이었다. 하지만 2026년 FIFA 월드컵 남미 지역 예선에서 볼리비아 축구 국가대표팀이 에스타디오 에르난도 실레스 스타디움에서 치르는 홈경기조차 부진하자 2024년 연초에 급하게 리모델링을 해서 겨우 완성해 2024년 코파 아메리카가 종료된 시점부터 볼리비아 축구 국가대표팀의 홈 구장으로 사용하기 시작해 이 경기장을 처음 사용한 베네수엘라 축구 국가대표팀과의 경기를 4-0으로 승리했다.